# Piperoideae
Piperoideae, potporodica paparovki opisana u Encyclopedia Britannica (ed. 7) 5: 130. 1832. . Sastoji se od jednog velikog, tipičnog, sa preko 2300 vrsta, i dva manja roda
Tipični rod Piper, raširen je po suptropskim i tropskim predjelima Afrike, Amerike, Azije i Australije.

## Rodovi
1. Piper L. (2371 spp.)
2. Manekia Trel. (5 spp.)
3. Macropiper Miq. (12 spp.)